# سیمون فن ولتوون
سیمون فن ولتوون (انگلیسی: Simon van Velthooven؛ زادهٔ ۸ دسامبر ۱۹۸۸) دوچرخه‌سوار اهل نیوزیلند است.
وی در مسابقات کشوری و بین‌المللی در مجموع برندهٔ ۳ مدال نقره، ۳ مدال برنز شده‌است.